# Люби снова
«Люби снова» (англ. Love Again) — художественный фильм режиссёра Джеймса К. Строуза. Англоязычный ремейк немецкого фильма SMS für Dich, основанного на романе Софи Крамер. В главных ролях в фильме снялись Приянка Чопра, Сэм Хьюэн и Селин Дион, сыгравшая свою первую роль в полнометражном кино (еще в 1991 году Дион снялась в главной роли в канадском телесериале "Цветы на снегу").
Премьера фильма состоялась 12 мая 2023 года.

## Сюжет
Мира Рэй, переживающая потерю своего жениха, отправляет серию романтических СМС сообщений на его старый номер мобильного телефона… не подозревая, что номер теперь принадлежит Робу Бёрнсу. Роб, журналист, очарован честностью этих личных текстов. Когда ему поручают написать очерк о мегазвезде Селин Дион, он обращается к ней за помощью, чтобы выяснить, как встретиться с Мирой лично и завоевать её сердце.

## В ролях
- Приянка Чопра — Мира Рэй[6]
- Сэм Хьюэн — Роб Бёрнс
- Селин Дион — в роли самой себя
- Рассел Тови
- Лидия Уэст
- Аринзе Кене
- Селия Имри
- Ник Джонас

## Производство
В апреле 2019 года стало известно, что Джеймс К. Строуз станет режиссёром фильма с рабочим названием «Text for You», который будет англоязычным ремейком немецкого фильма «SMS für Dich», а его производством займется кинокомпания Screen Gems. В октябре 2020 года к актёрскому составу фильма присоединились Приянка Чопра, Сэм Хьюэн и Селин Дион. В ноябре 2020 года к актерскому составу присоединились Рассел Тови, Стив Орам, Омид Джалили, София Барклай, Лидия Вест, Аринзе Кене и Селия Имри.
Съёмки начались в октябре 2020 года и закончились в начале 2021 года. Вначале съёмки проходили в Лондоне, после чего производство переместилось в США.
В апреле 2022 года фильм получил название It’s All Coming Back to Me, в честь песни «It’s All Coming Back to Me Now», которую Дион исполнила на своем альбоме 1996 года Falling into You. В ноябре 2022 года фильм был переименован в Love Again.
В одном из эпизодов подкаста Just for Variety Сэм Хьюэн рассказал, что Дион записала для фильма новую песню.
Премьера фильма состоялась 12 мая 2023 года. Первоначально премьера была намечена на 10 февраля 2023 года.

## Музыка
Официальный саундтрек к фильму был выпущен 12 мая 2023 года. В альбом вошли 11 песен Селин Дион, которые вплетены в повествование фильма. Среди них пять новых песен Дион и шесть ее прошлых хитов, в том числе «It’s All Coming Back to Me Now», «All by Myself» и «That’s the Way It Is», а также три музыкальных произведения из фильма.
13 апреля 2023 года, за месяц до премьеры картины, Дион выпустила «Love Again» — свою первую запись за 4 года, а также с того момента, как в декабре 2022 года она объявила о своём диагнозе (синдром мышечной скованности). Песня была тепло принята критиками. Гил Кауфман из Billboard охарактеризовал «Love Again» как «трогательную балладу» и «нежный акустический трек, на котором Дион мягко поёт волнующие строки: „Не нужно двигать горы, просто иди / Каждое движение — это новая эмоция / Нет нужды в поисках ответов, просто не бросай попыток / Вновь взойдёт солнце / Вновь утихнет шторм / Это не конец / И ты полюбишь снова“». Нардин Саад из Los Angeles Times описала песню, как «милую фортепианную балладу о преодолении горя от потери любимого человека» Следующий промосингл, «I’ll Be», был опубликован 5 мая 2023 года.
Entertainment Focus назвал «Love of My Life» лучшей из новых песен и дал альбому четыре звезды из пяти. «Музыка Дион выдержала и будет выдерживать испытание временем. Она, без сомнения, одна из величайших вокалистов, когда-либо существовавших, и данный саундтрек — тому доказательство». Rolling Stone раскритиковал фильм, но высоко оценил музыкальное сопровождение, назвав его «убийственным саундтреком». «Ваше сердце, конечно, наполняет ошеломляющий голос и музыка Дион, а не эта надуманная и порой нездоровая история. Как бы фильм ни был местами очарователен, он слишком тесен для Селин, с которой может сравниться только драма такого же размаха и масштаба, как „Титаник“».

### Список композиций
| №                   | Название                                | Автор(ы)                                                             | Продюсер(ы)                        | Длительность |
| ------------------- | --------------------------------------- | -------------------------------------------------------------------- | ---------------------------------- | ------------ |
| 1.                  | «Love Again»                            | Дэн Уилсон Розалин Шер                                               | Дэн Уилсон Сара Малфорд            | 3:32         |
| 2.                  | «I’ll Be»                               | Джон Райан Росс Голан Джейкоб Кэшер Хиндлин Йен Киркпатрик           | Afterhrs J Kash                    | 3:03         |
| 3.                  | «Waiting on You»                        | Лиз Родригес Шон Фишер                                               | D'Mile Кайла Москович              | 3:11         |
| 4.                  | «Love of My Life»                       | Стефан Моккио Джастин Трентер                                        | Моккио                             | 4:24         |
| 5.                  | «The Gift»                              | Джеймс Г. Моралес Мэтт Моралес Дэйв Родригез Тина Пэрол Джейсон Уэйд | The Elev3n                         | 3:24         |
| 6.                  | «It's All Coming Back to Me Now» (edit) | Джим Стайнман                                                        | Стайнман Стивен Ринкофф Рой Биттан | 5:49         |
| 7.                  | «Orpheus and Eurydice» (score)          | Кигэн Девитт                                                         | Девитт                             | 3:57         |
| 8.                  | «All by Myself»                         | Эрик Кармен Сергей Рахманинов                                        | Дэвид Фостер                       | 5:10         |
| 9.                  | «Where Does My Heart Beat Now»          | Роберт Уайт Джонсон Тейлор Родс                                      | Кристофер Нил                      | 4:34         |
| 10.                 | «Celine Wisdom» (score)                 | Девитт                                                               | Девитт                             | 0:58         |
| 11.                 | «A New Day Has Come»                    | Альдо Нова Моккио                                                    | Уолтер Афанасьефф Нова             | 5:41         |
| 12.                 | «Courage»                               | Моккио Эрик Алкок Л. Родригес                                        | Моккио TommyD                      | 4:13         |
| 13.                 | «That’s the Way It Is»                  | Кристиан Лундин Макс Мартин Андреас Карлссон                         | Мартин Лундин                      | 4:02         |
| 14.                 | «Love Takes Courage» (score)            | Девитт                                                               | Девитт                             | 4:36         |
| Общая длительность: | Общая длительность:                     | Общая длительность:                                                  | Общая длительность:                | 56:00        |